# سابا لاسلو
سابا لاسلو (بالمجرية: László Csaba)‏ هو لاعب كرة قدم مجري، ولد في 18 أغسطس 1967 في Várpalota ‏ في المجر. لعب مع نادي مول فيدي.